# Abequose

## Conceito

Estrutura do monossacarídeo abequose (açúcar na conformação piranose - anel de seis átomos)

Abequose é um dos monossacarídeos não usuais que ocorrem na porção denominada antígeno O presente em glicoconjugados observados na superfície das bactérias gram-negativas. É uma hexose, ou seja, um açúcar formado por seis carbonos,que assume a conformação piranosídica em seu processo de ciclização.

## Antígeno O
A superfície externa de bactérias gram-negativas é revestida por polissacarídeos complexos e, muitas vezes, não usuais, conhecidos como antígenos O, que marcam cada linhagem bacteriana de forma única. Estudos a cerca dessas linhagens indicam que os antígenos O participam no reconhecimento da célula hospedeira. Além disso, como o seu próprio nome sugere, são também o meio pelo qual o sistema de defesa imunológica do hospedeiro reconhece uma bactéria invasora como um organismo estranho.
O antígeno O é um polissacarídeo que cobre grande parte da superfície de bactérias gram-negativas, embora possa ser mascarado por uma cápsula externa à célula propriamente dita. É tipicamente um polímero com um oligossacarídeo repetitivo de 3 a 6 resíduos de açúcar, que é ligado através de um núcleo oligossacarídico ao lípido A, o que compreende, então, toda a estrutura  do lipopolissacarídeo (LPS), que é o principal lipídio do folheto externo da membrana externa característica de bactérias gram-negativas. O lípido A e o núcleo não variam muito dentro de um gênero, porém o antígeno O, no entanto, é extremamente polimórfico e em salmonelas, por exemplo, cerca de 40 formas principais são atualmente reconhecidos.
Estudos realizados em três diferentes sorogrupos de Salmonella (A, B e D) confirmaram, em todos eles, a presença de antígeno O com uma unidade de repetição de quatro açúcares. Destes açúcares, três formam uma manosil-rhamnosyl-galactose, tríade de açúcares comum aos três grupos, que diferem apenas no quarto açúcar ligado, uma didesoxihexose substituída no resíduo de manosil. No sorogrupo B, o açúcar didesoxi que confere a especificidade do grupo é o monossacarídeo abequose.